# Montetinea tenuicornella
Montetinea tenuicornella is een vlinder uit de familie echte motten (Tineidae). De wetenschappelijke naam is voor het eerst geldig gepubliceerd in 1942 door Klimesch.
De soort komt voor in Europa.